# شهرستان وولف (کنتاکی)
شهرستان وولف، کنتاکی (به انگلیسی: Wolfe County, Kentucky) یک سکونتگاه مسکونی در ایالات متحده آمریکا است که در کنتاکی واقع شده‌است.